# Peperek
Peperek je kopec o nadmořské výšce 675 m situovaný v Křižanovské vrchovině na východě Čech, asi 5 km západně od okresního města Žďár nad Sázavou a 2 km jihovýchodně od obce Velká Losenice, lokalita je součástí Chráněné krajinné oblasti Žďárské vrchy. 
Vrchol se nachází v katastrálním území Račín u Polničky, zhruba 255 metrů východně od vrcholu prochází historická zemská hranice Čech a Moravy.
Skalní vrchol je zpřístupněn odbočkou ze žlutě značené turistické trasy vedoucí ze Zelené hory s poutním kostelem sv. Jana Nepomuckého ve Žďáru nad Sázavou přes Peperek a Rozštípenou skálu na Hamerský kopec u Žďáru nad Sázavou. 
Vrcholová část se skalními výchozy zalesněná, bez rozhledu do krajiny, dominantní zde skalní útvar typu viklanu s názvem Čertův kámen. 
Název vrchu je zkomoleninou německého Bergwerk (důlní dílo) a odkazuje ke středověké hornické činnosti. V lokalitě se ve 13. století dobývala stříbrná ruda.
Hlavními horninami geologického podloží kopce v geomorfologickém okrsku Henzlička jsou vápenec a erlan typu metamorfitu v soustavě Českého masivu (krystalinikum a prevariské paleozoikum) v moldanubické oblasti.
Ve vrcholové části kopce v nadmořských výškách 625 až 675 m vyhlášena stejnojmenná přírodní památka v roce 1974 o rozloze 12,11 ha na ochranu skalnatého hřebenu vytvářejícího skalní stěnu dlouhou přes 300 m přerušenou dvěma širokými depresemi s balvanovými proudy a sutěmi, zvláště chráněné území je také významnou geologickou lokalitou.
Zachoval se zde zbytek suťových lesů tvořený zejména bukem lesním s příměsí javoru klenu. V bylinném patře jsou hojně zastoupeny jsou kapradiny např. kapraď samec (Dryopteris filix-mas) a bukovník kapraďovitý (Gymnocarpium dryopteris), dále například měsíčnice vytrvalá (Lunaria rediviva), jaterník trojlaločný (Hepatica nobilis) a ostružiníky. Skály a sutě jsou bohatě porostlé pokryvnou vegetací lišejníků. 
Zvláště chráněné území protíná historická hranice Čech a Moravy, přírodní památku spravuje AOPK ČR, RP Správa CHKO Žďárské vrchy ve Žďáru nad Sázavou.

## Galerie

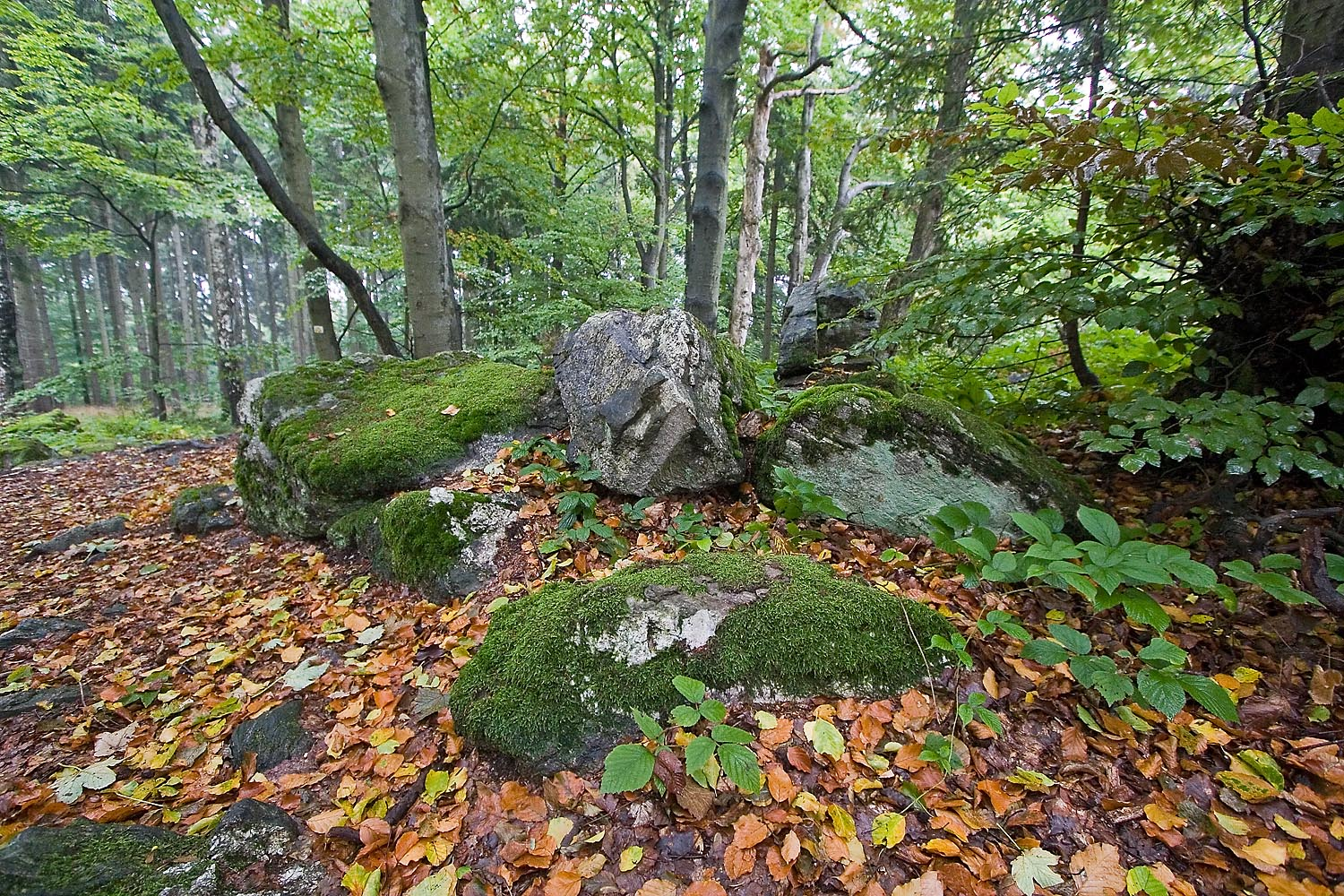
Skalní útvary u vrcholu Peperku
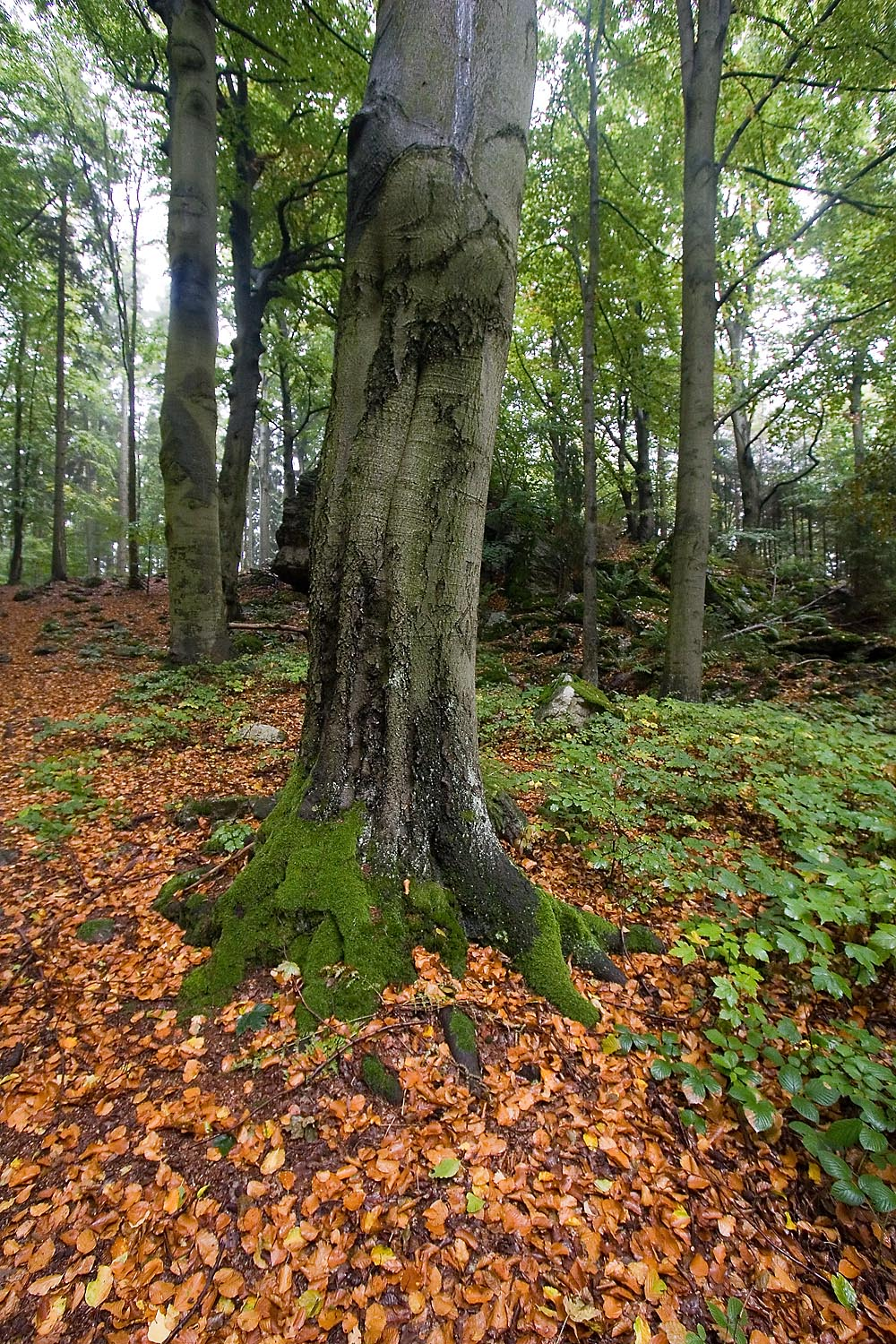
Starý buk v PP Peperek